# Тавернеле (Маса-Карара)
Тавернеле је насеље у Италији у округу Маса-Карара, региону Тоскана.
Према процени из 2011. у насељу је живело 154 становника. Насеље се налази на надморској висини од 414 м.